# Palazzo del Vescovado (Verona)
Il palazzo del Vescovado, o palazzo Vescovile, è un edificio che fa parte del complesso architettonico della cattedrale di Verona, sede della diocesi di Verona.

## Storia
La prima sede della Chiesa veronese trovò luogo intorno al III secolo al di fuori dalle mura romane cittadine, presso un sepolcreto romano sorto lungo la via Gallica, ove vennero edificate le chiese di San Procolo e di San Zeno. Successivamente la sede venne probabilmente spostata presso la chiesa di Santo Stefano, dove sono sepolti i primi vescovi veronesi, e lì rimase fino all'VIII secolo. La sede episcopale venne quindi trasferita intra moenia dal vescovo Annone, che fu il primo ad essere sepolto presso la cattedrale di Verona. Il primo documento scritto che testimonia la presenza di una costruzione residenziale vescovile, che prese il nome di Domus Sancti Zenonis in onore del santo e patrono veronese Zeno, risale al IX secolo e ricorda come questa fosse stata distrutta da un incendio avvenuto qualche anno prima dell'806.
Alcune lettere del vescovo Raterio fanno presumere che nel 965 il palazzo venne saccheggiato e danneggiato, per cui tra il X e l'XI secolo venne restaurato e rinnovato. L'edificio, tuttavia, venne nuovamente e gravemente danneggiato a causa del catastrofico terremoto di Verona del 1117: il complesso venne così integralmente ricostruito adottando lo stile in voga all'epoca, il romanico. A questa epoca appartiene il torrione ancora esistente, costruito in conci di tufo a vista e inizialmente adoperato come struttura difensiva e carcere. Nella stessa torre, nel 1172, venne realizzata una cappella dedicata a san Zeno su commissione del vescovo Ognibene, come ricorda una lapide situata sulla faccia occidentale del torrione, la cui iscrizione ricorda che la cappella fu realizzata prima che un violento incendio si propagasse in città. Probabilmente la cappella veniva utilizzata dal vescovo come oratorio privato.

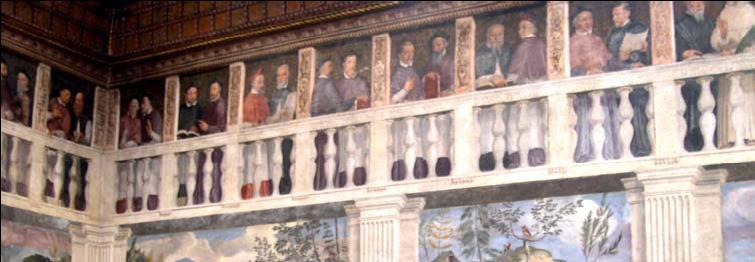
Un dettaglio dell'affresco di Domenico Brusasorzi all'interno del Salone dei Vescovi, raffigurante 101 vescovi veronesi

Nel corso del XIII secolo il complesso venne ampliato con la costruzione di due nuovi corpi di fabbrica, situati uno a nord e uno a ovest, quest'ultimo sopraelevato già tra la fine dello stesso secolo e l'inizio di quello successivo, intervento reso evidente dall'utilizzo di un paramento murario a corsi alternati di conci di tufo e di mattoni di laterizio, mentre l'aspetto del torrione venne ingentilito con l'apertura, a lato delle strette feritoie, di monofore ad arco a sesto acuto e con la decorazione pittorica degli spazi interni. L'ingresso del palazzo in questo periodo fece da sfondo ad un evento cruento: nel 1338, infatti, il vescovo Bartolomeo della Scala fu ucciso con un colpo di spada dal principe di Verona Mastino II della Scala; dopo tale episodio venne tolta ai veronesi la possibilità di eleggere i propri vescovi.

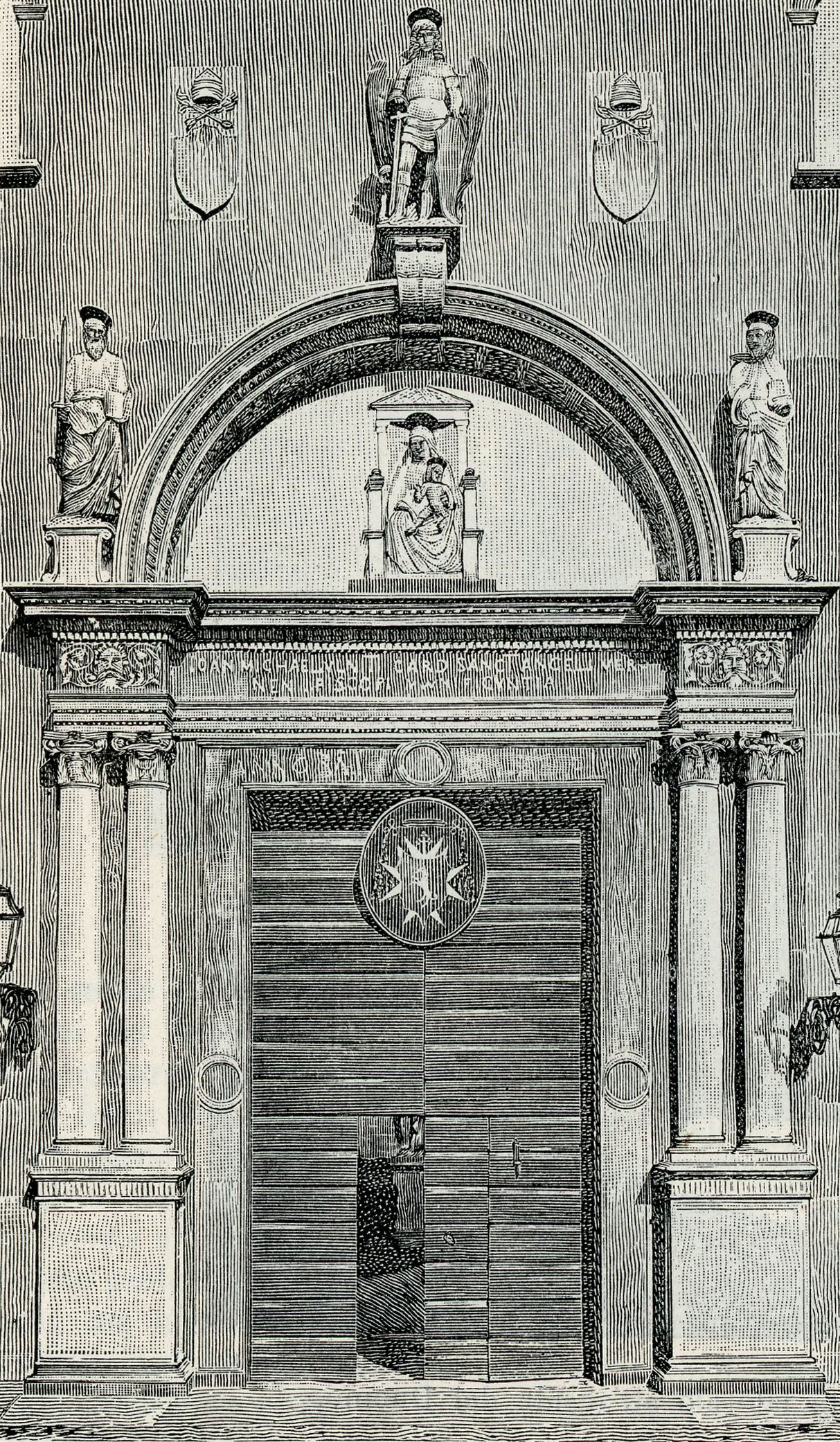
Il rinascimentale portale d'ingresso al complesso del Vescovado, in una xilografia del 1903

Notevoli furono i lavori intervenuti nel XV secolo, grazie all'opera dei vescovi Ermolao Barbaro e Giovanni Michiel, che fecero rinnovare le parti esistenti e aggiungere alcuni corpi di fabbrica. In particolare Barbaro sopraelevò e decorò il corpo centrale del palazzo e il torrione romanico, che venne dotato di merlature e tre prigioni, fece costruire le scuderie, la loggia che collegava il palazzo al battistero di San Giovanni in Fonte, la loggia a due piani che si affaccia sull'Adige e avviò quella a ridosso dell'ingresso, infine fece edificare il Salone dei Vescovi, affrescato dal pittore di scuola veronese Domenico Brusasorzi, che raffigurò 101 vescovi veronesi, da sant'Euprepio a Sebastiano Pisani I. Il vescovo Giovanni Michiel fece invece completare la loggia e rinnovare la facciata e il portale d'ingresso al complesso, rimasta invariata fino ad oggi.
Tra la fine del XVI secolo e i primi anni del XIX secolo venne realizzata un ulteriore salone adiacente a quello "dei Vescovi" appena citato, detta Sala dei Vescovi recenti o Sala della Memoria, mentre nel XVII secolo la loggia orientale fu rinnovata nelle forme attuali. Sul finire del XVIII secolo il vescovado venne occupato dalle truppe napoleoniche mentre in quello successivo il complesso venne parzialmente dismesso, subendo così un prolungato periodo di degrado, cui si supplì nel XX secolo grazie ad una serie di interventi di restauro, conclusi solamente nel 2006.

## Descrizione

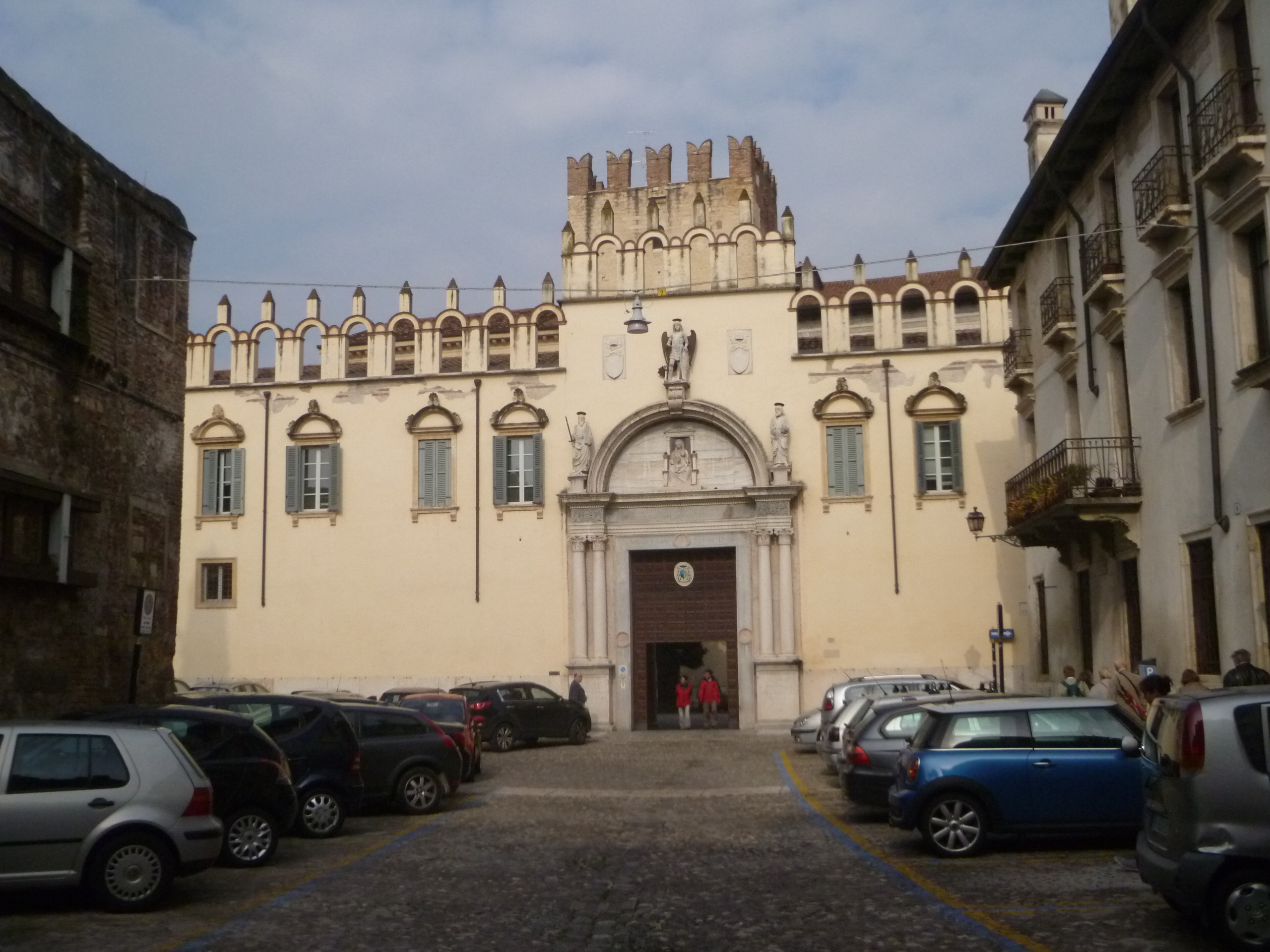
Il corpo meridionale rinascimentale d'ingresso al complesso; sullo sfondo si erge il torrione romanico, elemento della originaria sede vescovile del XII secolo

Il palazzo, che si sviluppa sul lato orientale del complesso architettonico della cattedrale di Verona, prospetta con il suo fronte principale, rivolto verso sud, su piazza Vescovado, mentre sul lato opposto confina con il fiume Adige, dove si affacciano gli ambienti di residenza del vescovo. Il palazzo è composto da un aggregato edilizio che occupa un'area grossomodo trapezoidale e che si sviluppa attorno a un ampio cortile centrale: sul lato settentrionale c'è il corpo principale, sede vescovile di origine romanica ma ampliata e rinnovata nel corso dei secoli; sul lato meridionale c'è il corpo di fabbrica con loggia che funge da ingresso al complesso; sul lato orientale si trova la loggia su due livelli di fattezza sanmicheliana; sul lato occidentale si trova infine una piccola struttura porticata che mette in collegamento il corpo settentrionale con il battistero di San Giovanni in Fonte.

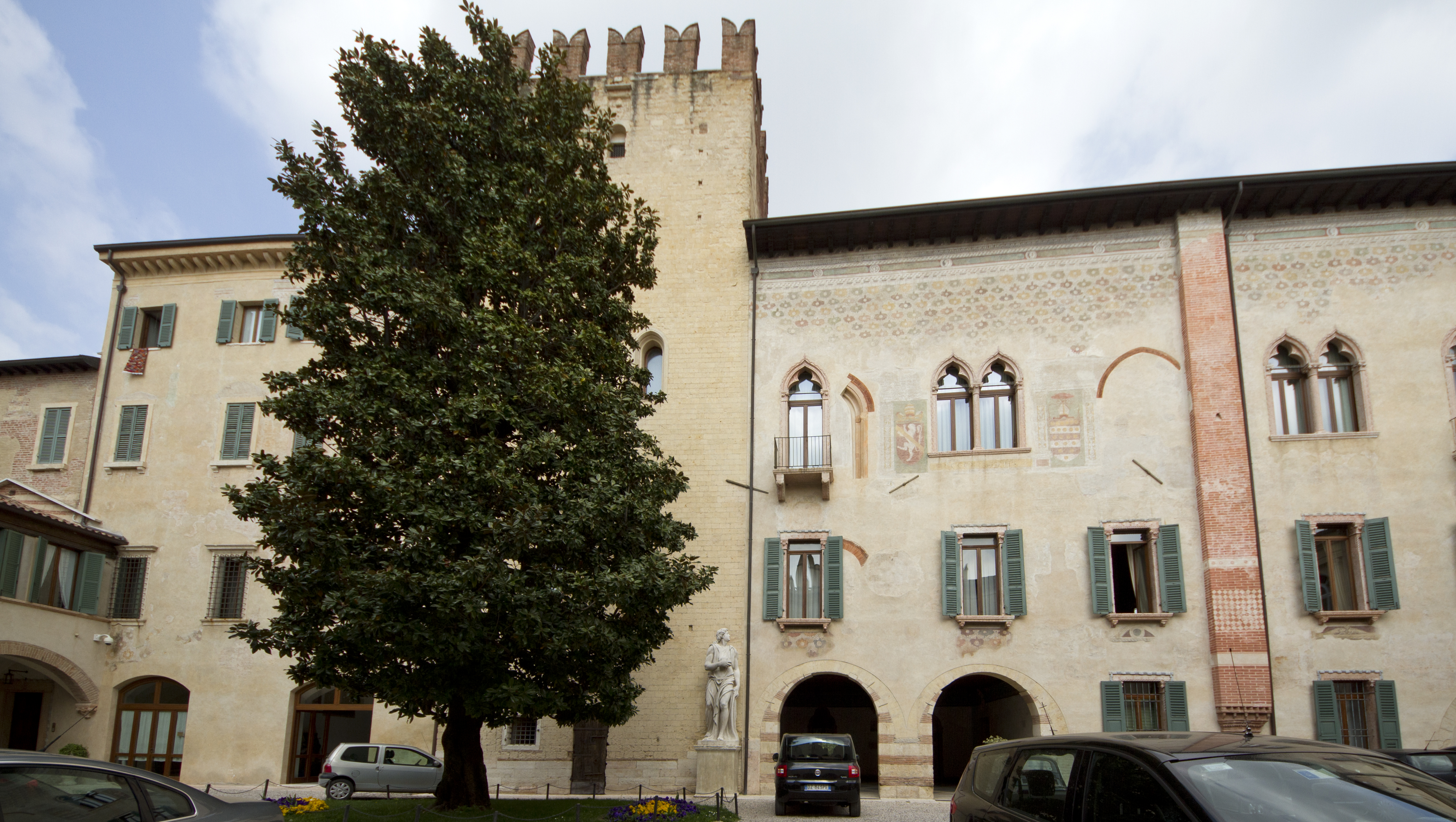
Il corpo principale del complesso vescovile con la torre romanica, all'interno della corte d'onore

Il corpo di fabbrica settentrionale, elemento principale del complesso, è articolato su tre piani fuori terra e caratterizzato dalla presenza del torrione romanico centrale, con paramento in blocchi di tufo a vista. Il prospetto è scandito da numerose apertura, tra cui alcuni arconi romanici e porte-finestra al piano terra, mentre ai livelli superiori si trovano semplici finestre rettangolari (di cui alcune ornate con gli stemmi vescovili) ed elaborate bifore trilobate in stile veneziano; sono inoltre visibili diversi lacerti di decorazioni dipinte. In questo corpo si trova il Salone dei Vescovi, affrescato da Domenico Brusasorzi nel 1566 su commissione del cardinale Agostino Valier: nelle pareti è rappresentata una quinta architettonica dipinta suddivisa in altezza in due livelli. Nel livello inferiore è dipinto un porticato ritmato da pilastri dorici e aperto verso la campagna veronese, mentre al livello superiore è dipinto un loggiato rinascimentale dal quale si affacciano 101 vescovi veronesi, come fosse una genealogia episcopale. Il salone è coperto da una controsoffittatura lignea a cassettoni attribuita al mastro veneziano Jacopo Moranzone. A centro del controsoffitto si trova una specchiatura gotica polilobata, in cui è rappresentata la Madonna con il Bambino, mentre in altre due specchiature sono raffigurati il Salvador mundi e lo stemma del vescovo Ermolao Barbaro.

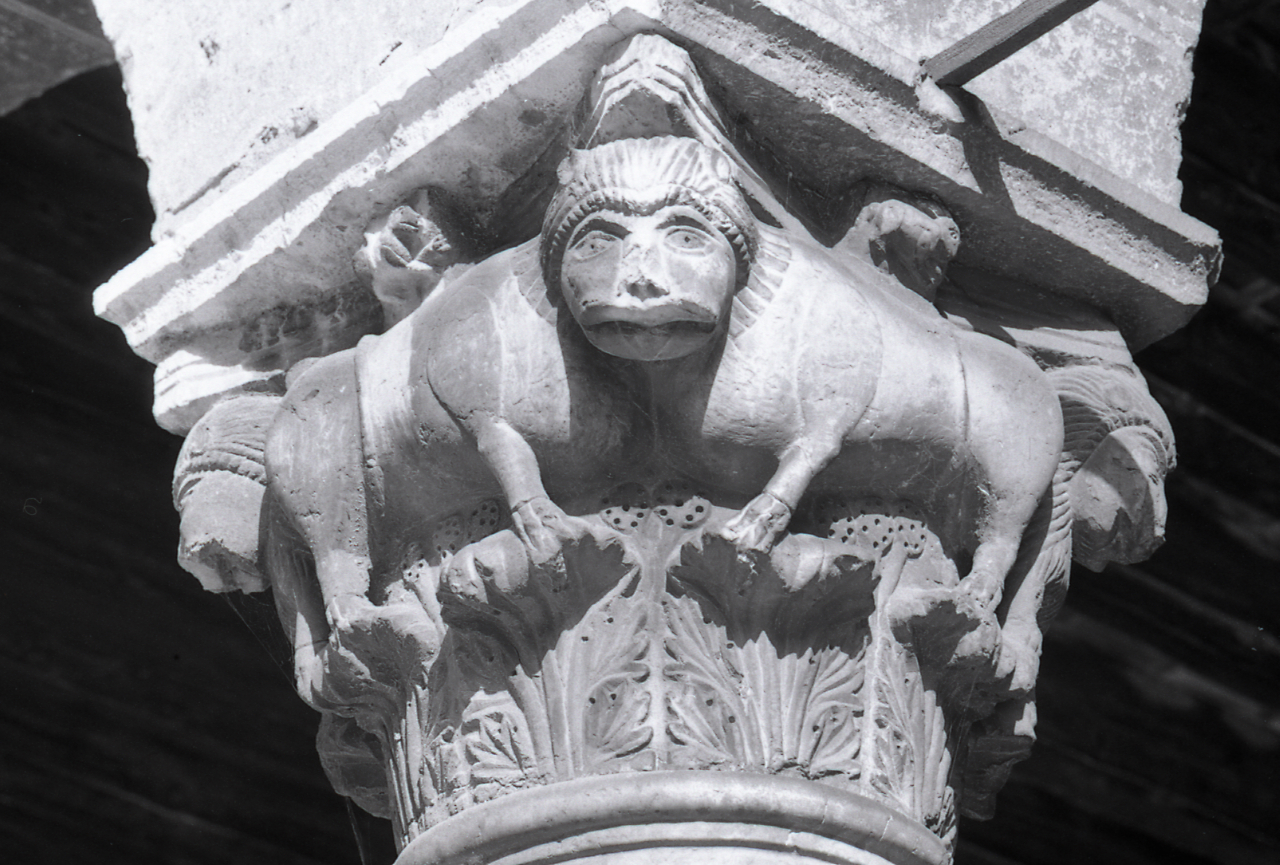
Capitello situato nel loggiato meridionale, originariamente collocato nel duomo romanico, in una fotografia del 1972 di Paolo Monti

Il corpo meridionale, o loggiato d'ingresso, presenta nel prospetto rivolto verso il cortile un colonnato costituito da colonne e capitelli recuperati dall'antica cattedrale romanica, mentre il piano superiore è scandito da sette finestre trilobate in stile gotico veneziano, inoltre è presente una decorazione parietale dipinta in cui si ripetono i simboli e i colori cardinalizi del vescovo Giovanni Michiel. Il prospetto verso strada è coronato da una merlatura alla veneziana e caratterizzato dal monumentale portale d'ingresso in marmi bianchi e azzurri, delimitato da doppie colonne corinzie che si appoggiano su un alto basamento e che reggono la trabeazione sulla quale si imposta un timpano semicircolare; al centro della lunetta, inoltre, si trova un bassorilievo raffigurante una Madonna con Bambino in Trono. Il portale è coronato da tre statue, i Santi Pietro e Paolo ai lati, e San Michele in alto, sul cui scudo si trova scolpito lo stemma araldico di Michiel, vescovo e cardinale che commissionò l'opera.
Il corpo orientale è costituito da una doppia loggia rinascimentale, il cui livello inferiore è ritmato da cinque archi con trattamento a bugnato liscio, mentre il livello superiore, con balaustra, è scandito da colonne ioniche su cui si impostano archi a tutto sesto.